# Connaught Type-D GT
La Connaught Type-D GT è una vettura sportiva realizzata dalla Connaught nel 2013.

## Sviluppo
La vettura è stata realizzata per riportare sul mercato il costruttore automobilistico britannico Connaught, il quale fu attivo tra la fine degli anni '40 e l'inizio degli anni '50 nella produzione di autovetture da competizione. Il design venne affidato a Andy Plumb, mentre la realizzazione fu opera di Geoff Matthews. Ne furono costruiti solo 100 esemplari.

## Tecnica
La vettura era stata realizzata in configurazione coupé dotata di un propulsore V10 2.0 in alluminio dalla potenza di 300 cv con coppia di 372 Nm. Ciò permetteva al mezzo di accelerare da 0 a 100 km/h in 5 secondi. Per contenere il peso, la carrozzeria venne costruita con pannelli d'alluminio.